# Майами (аэропорт)

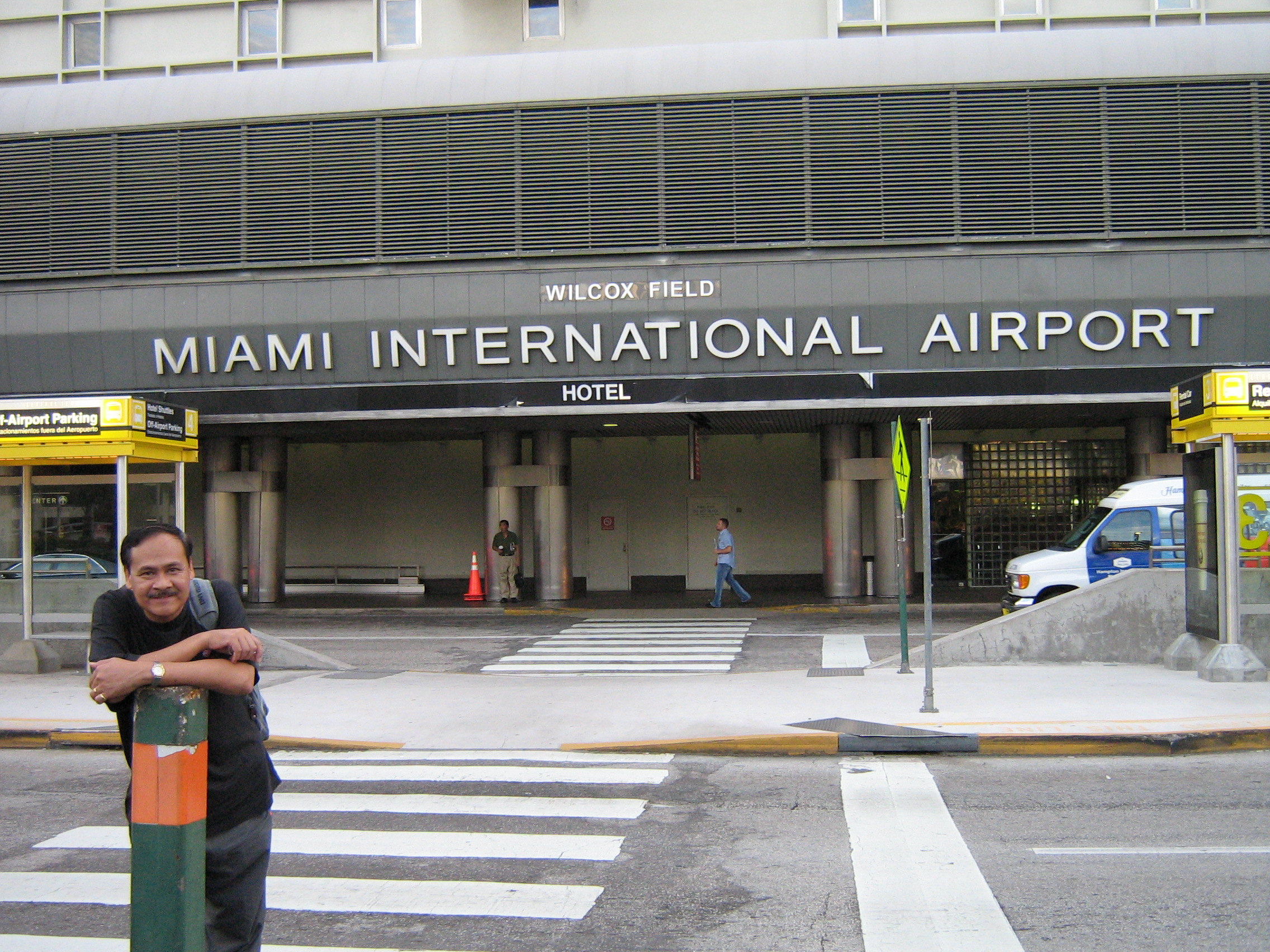
Международный аэропорт Майами

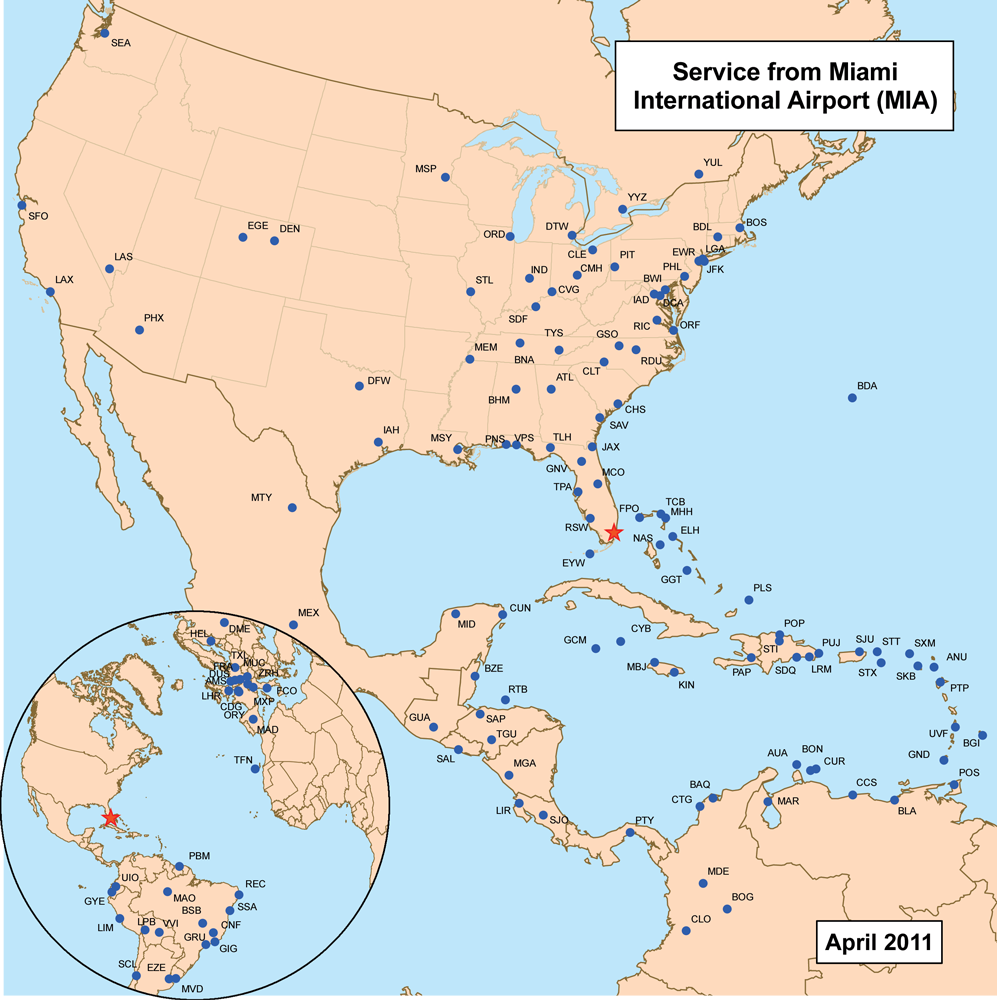
Destinations with direct service from Miami

Международный аэропорт Майами (англ. Miami International Airport, IATA: MIA, ICAO: KMIA, FAA LID: MIA) — гражданский аэропорт в 13 км северо-западнее от центра города Майами. Находится между городами Майами, Хайалиа, Дорал и Майами-Спрингс, посёлком Вирджиния-Гарденс и невключённой территорией Фонтейнбло.
Аэропорт Майами является основными воздушными воротами между США и Латинской Америкой, и, наряду с международным аэропортом Хартсфилд-Джексон в Атланте, играет роль одного из крупнейших транзитных аэропортов на юге США из-за растущего туристического потока, роста местной экономики, большого объёма местного латиноамериканского и европейского населения и стратегически удачного местоположения для перевозок между Северной Америкой, Латинской Америкой и в Европой.
В 2017 году пассажиропоток составил 44 071 313 пассажиров, что сделало аэропорт 30-м самым загруженным аэропортом в мире по этому показателю, 12-м в США и вторым по загруженности (после Международного аэропорта Орландо во Флориде. Аэропорт также обрабатывает наибольшее количество международных грузов, чем любой другой аэропорт в Соединённых Штатах.
Аэропорт Майами является хабом для авиакомпаний American Airlines с большим количеством рейсов в Латинскую Америку (Центральная Америка, Карибские острова, Южная Америка), её регионального партнёра авиакомпании American Eagle. Также аэропорт является важным узлом пассажирских и грузовых перевозок для авиакомпаний Avianca, Frontier Airlines и LATAM. В прошлом этот аэропорт являлся хабом для Braniff International Airways, Eastern Air Lines, National Airlines, Air Florida, Pan American World Airlines, United Airlines, Iberia Airlines, Fine Air.

## История
Первый городской аэропорт, Майами-Сити, открылся в 1920-х годах. На тот момент это был единственный аэропорт на востоке США, который принимал международные рейсы. В 1928 году авиакомпания Pan American World Airways расширила аэропорт. Его взлётно-посадочные полосы были расположены около современной взлётно-посадочной полосы 26R. Eastern Air Lines начала использовать аэропорт в 1931 году, а затем National Airlines в 1936 году. В 1943 году, во время Второй мировой войны, открылся военно-морской аэродром Майами. Взлётно-посадочные полосы аэропортов изначально были разделены железнодорожными путями, но в некоторых справочниках эти два аэродрома были перечислены как единый объект.
После Второй мировой войны в 1945 году аэропорт был объединён с бывшим военным аэродромом, который был куплен у ВВС армии США. В 1949—1951 годах аэропорт расширился. Старый терминал на 36-й улице был закрыт в 1959 году. С того года аэропорт стал полностью гражданским, эскадрильи военно-воздушных сил армии США были переведены на близлежащую базу ВВС в Хомстед.
В 1946 году начали выполняться прямые рейсы в Чикаго и международный аэропорт Ньюарк, Нью-Джерси. Прямые трансатлантические рейсы в Европу начались в 1970 году. В конце 1970-х и начале 1980-х годов аэропорт Майами стал хабом для авиакомпании Air Florida, которая выполняла прямые рейсы в Лондон. Air Florida прекратила свою деятельность в 1982 году после крушения самолёта Air Florida рейс 90. С 1984 по 1991 год British Airways связывала Майами и Лондон с промежуточной посадкой в Вашингтоне, округ Колумбия (международный аэропорт Даллеса) на сверхзвуковом Concorde.
В 1975 году авиакомпания Eastern Air Lines перенесла свою штаб-квартиру из Нью-Йорка в Майами и была самым крупным работодателем в том регионе. В 1989 году авиакомпания обанкротилась.
В 1990 году аэропорт стал хабом для авиакомпании American Airlines. В дальнейшем, Майами стал важнейшим авиационным узлом грузовых перевозок для авиакомпании и основным пунктом в международной сети маршрутов север-юг.
Pan American World Airways, другой ключевой перевозчик в аэропорту Майами, была приобретена Delta Air Lines в 1991 году, но вскоре после этого обанкротилась. Оставшиеся международные маршруты авиакомпании из Майами в Европу и Латинскую Америку были проданы United Airlines за 135 миллионов долларов в рамках чрезвычайной ликвидации Pan Am в декабре. United закончил полёты из Майами в Южную Америку и закрыл базу Майами в мае 2004 года, переведя большинство своих ресурсов в свой главный хаб — аэропорт О’Хара в Чикаго, штат Иллинойс.
Iberia также создала хаб в Майами в 1992 году, разместив флот самолётов DC-9 для обслуживания пунктов назначения в Центральной Америке и Карибском бассейне. Однако после террористических актов 11 сентября 2001 года многим иностранцам потребовалось получение визы для транзита через США, и в результате, с сокращением транзитного потока, Iberia закрыла свой хаб в 2004 году. На сегодняшний день Майами остаётся самым важным транзитным узлом между Европой и Латинской Америкой, и вторым в США по количеству европейских перевозчиков, после Международного аэропорта имени Джона Ф. Кеннеди в Нью-Йорке.

## Деятельность
В течение года, по состоянию на 30 апреля 2009 года, аэропорт обслужил 358 705 самолётов, в среднем 982 в день, 82 % коммерческих, 12 % воздушное такси, 5 % общей авиации и 1 % военных. Бюджет на эти операции в 2009 году составил 600 миллионов долларов США.

### Инфраструктура
Территория международного аэропорта Майами занимает 1335 гектаров (3,300 акров) и имеет четыре взлётно-посадочных полосы:
- 8L / 26R: 8600 футов × 150 футов (2,621 м × 46 м)
- 8R / 26L: 10 506 футов × 200 футов (3,202 м × 61 м)
- 9/27: 13,016 футов × 150 футов (3,967 м × 46 м)
- 12/30: 9355 футов × 150 футов (2,851 м × 46 м)

28 самолётов базируются в этом аэропорту: 46 % многомоторных и 54 % бизнес джетов.
Крупнейший грузовой комплекс расположен на западной стороне аэропорта, внутри треугольника, образованного взлётно-посадочными полосами 12/30 и 9/27. Там работают грузовые перевозчики, такие как LAN Cargo, Atlas Air, Southern Air, Amerijet International и DHL. Крупнейшим частным объектом является комплекс складских помещений Centurion Cargo в северо-восточном углу аэропорта, площадью более 51 000 м² (550 000 кв. футов). FedEx и UPS работают на собственных объектах в северо-западном углу аэропорта, на 36-й улице. В дополнение к своему большому пассажирскому терминалу в Concourse D, American Airlines управляет базой обслуживания, первоначально используемого National Airlines, который может вместить три широкофюзеляжных самолёта.
Противопожарная защита в аэропорту предоставляется Отделом пожарной охраны Майами-Дейд, станция 12.

## Терминалы и зоны

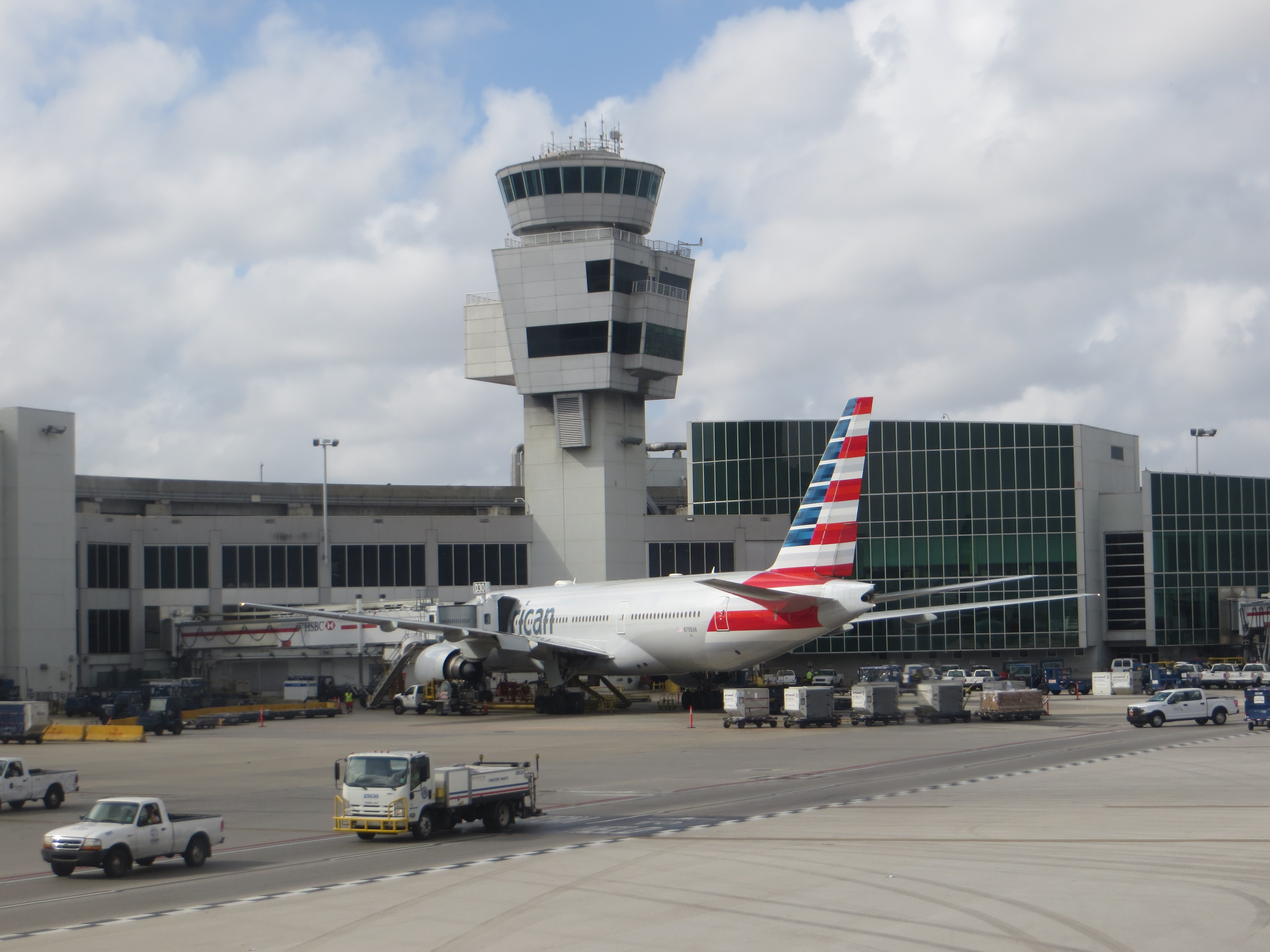
Самолёт American Airlines в аэропорту Майами

Аэропорт имеет 131 телетрап. Основной терминал был построен 1959 году, в дальнейшем модернизировался. Полукруглый по форме, терминал имеет один линейный сектор (Concourse D) и пять пирсовых секторов, пущенных против часовой стрелки от E до J (Concourse A теперь входит в Concourse D, Concourses B и C были снесены, обозначение зоны латинской буквой I было пропущено, чтобы избежать путаницы с номером 1). Ранее, до середины 1970-х годов, эти секторы были пронумерованы по часовой стрелке от 1 до 6.
На уровне 1 терминала расположены выдача багажа и выход к наземному транспорту. На уровне 2 — продажа билетов, регистрация на рейсы, магазины, рестораны, а также выходы к рейсам. В настоящее время в аэропорту действуют две иммиграционные и таможенные службы (FIS), расположенные в секторе D на уровне 3 и в секторе J, уровень 3. Таможенная служба в секторе D обслуживает рейсы, прибывающими во все телетрапы сектора E и все телетрапы в секторе D, а также некоторые телетрапы в секторе F. Таможенная служба в секторе J может обслуживать рейсы, прибывающие во все телетрапы сектора J и большинство телетрапов в секторе H. Однако все телетрапы в секторе G и некоторые телетрапы в секторе F и H не имеют выходов к таможенной службе, следовательно, могут использоваться только для внутренних пассажиров. Аэропорт Майами является уникальным среди всех американских аэропортов, поскольку все его объекты являются общими, что означает, что они назначаются аэропортом, и ни одна авиакомпания не имеет права собственности или аренды на любом терминальном пространстве или телетрапа, что даёт аэропорту большую гибкость в терминале и назначения телетрапов и позволяет ему в полной мере использовать существующие объекты. Аэропорт в таком виде существует с 1990-х годов.
Бесплатное метро MIA Mover соединяет аэропорт с терминалом, где находится автопрокат и автобусный терминал. Там также находятся станция метро Metrorail и терминал Tri-Rail. В аэропорту есть три парковочных зоны: двухуровневая автостоянка короткого хранения, непосредственно перед зоной E и две семиэтажных парковки (север и юг) рядом с терминалом и соединены с ним дорожками на уровне 3. В конце 1990-х годов одна зона парковки была расширена, чтобы соответствовать пропускной способности тогда нового зала А, ожидается, что вторая зона парковки будет аналогичным образом расширена в ближайшем будущем, чтобы обслуживать новый зал J. Две зоны парковки соединены между собой со стороны запада.
Единый терминал разделён на три секции: Северный, Центральный и Южный терминалы.

### Северный терминал (Blue)
В северном терминале ранее были расположены 4 сектора A, B, C и D, построенные по принципу отдельного пирсового расположения. Сектор D был открыт в 1959 году как сектор 5. После реконструкции, аналогичной реконструкции бывшего сектора C в середине 1960-х годов, он был расширен в 1984 году, а первоначальная часть была полностью перестроена с 1986 по 1989 год, были добавлены выходы к иммиграционной и таможенной службам в секторе E, что позволяло обрабатывать там международные рейсы. В настоящее время иммиграционные и таможенные услуги обеспечиваются в секторе D, вместо сектора E. В бывших секторах B и C ранее размещался операционный центр авиакомпании Eastern Air Lines. Texas Air Corporation начала обслуживаться на восточной стороне терминала в 1980-х годах, Continental Airlines использовали телетрапы в западной части.
Строительство Северного терминала объединило секторы A, B, C и D в единую зону, обозначенную как сектор D. Эта конфигурация была принята для того, чтобы увеличить количество самолётов, которые могут одновременно прибывать и отходить от терминала, что позволяет каждому телетрапу обрабатывать примерно в два раза больше операций в день. Процесс строительства начался с расширения первоначальных секторов A и D в конце 1990-х годов. К середине 2000-х телетрапы на восточной стороне сектора D не использовались из-за работ по возведению новых телетрапов в рамках проекта развития Северного терминала. В 2004 году работы по расширению закончились, были открыты новые телетрапы с D39 по D51. Сектор B был снесён в 2005 году, на его месте летом 2009 года были введены телетрапы D21 — D25. Сектор C был снесён в 2009 году. Сектор A был закрыт в ноябре 2007 года и вновь открыт в июле 2010 года в составе сектора D (14 новых телетрапов). В августе 2010 года был открыт дополнительный телетрап для рейсов American Eagle, обозначенный как Gate D60.
Автоматический поезд Skytrain, построенный Parsons Corporation и Odebrecht с поездами производства Sumitomo Corporation и Mitsubishi Heavy Industries, открылся в сентябре 2010 года. Он перевозит пассажиров внутренних рейсов между четырьмя станциями сектора D, делая остановки у выходов D17, D24, D29 и D46, а также прибывающих пассажиров международных рейсов, которые ещё не прошли таможенную очистку с сектором D.
Строительство Северного терминала началось в 1998 году и планировалось завершить в 2005 году, но несколько раз задерживалось из-за перерасхода средств. Менеджмент проекта осуществляла авиакомпания American Airlines. Проект был разработан Corgan Associates, Anthony C Baker Architects and Planners, Perez & Perez и Leo A Daly. Новая зона прибытия для международных рейсов была открыта в августе 2012 года. Телетрапы D26, D27 и D28 открылись в августе 2013 года. В феврале 2014 года проект был закончен после введения системы обработки багажа международный — внутренний трансфер.

#### Сектор D (Concourse D)

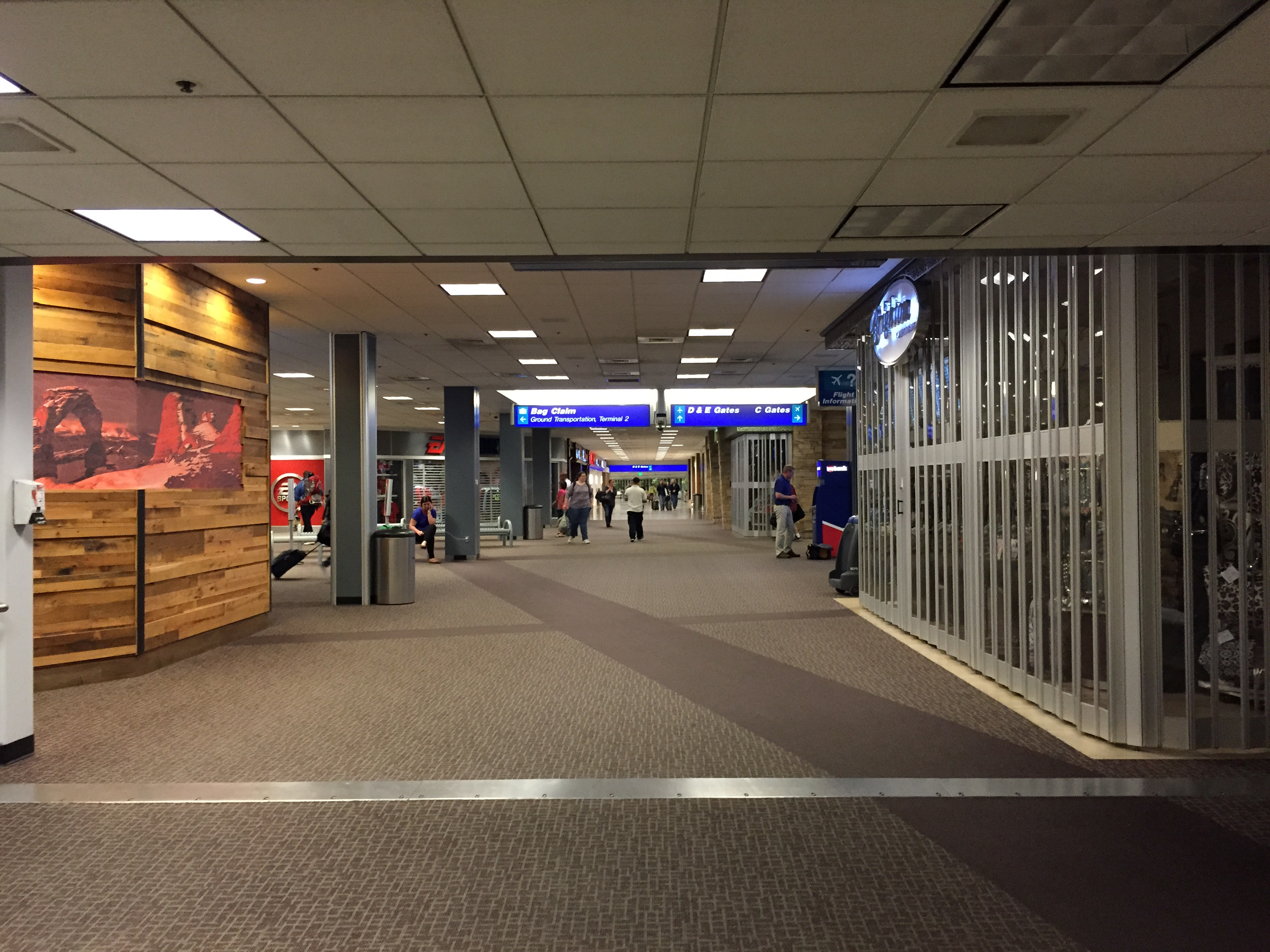
Concourse D

Сектор D полностью занимает Северный терминал, его площадь 330.000 м². (3.600.000 кв. футов), длина 1,9 км (1,2 миль), пропускная способностью 30 миллионов пассажиров в год. В Секторе D расположен 51 телетрап: D1 — D12, D14 — D17, D19 — D34, D36-D51, D53, D55, D60, автобусная остановка. Также здесь есть два клуба Admirals Club, которыми управляет American Airlines, один расположен около телетрапа D30, другой около телетрапа D15. American Eagle использует телетрапы D53, D55 и D60.

### Центральный терминал (Yellow)
Центральный терминал состоит из трёх секторов, обозначенных E, F и G с общим количеством телетрапов 52. Авиационный департамент Майами-Дейд начал трёхлетнюю реконструкцию терминала стоимостью 651 миллионов долларов в ноябре 2015 года. В ходе работ будут добавлены новые телетрапы и кассы, в секторе E планируется запустить автоматический поезд Skytrain. Администрация аэропорта планирует снести и заново выстроить терминал поэтапно, в период между 2025 и 2036 годами, с возможностью его использования в промежуточный период.

#### Сектор E (Concource E)
В секторе E 18 телетрапов: E2, E4 — E11, E20 — E25, E30 — E31, E33, 2 автобусные остановки.
Сектор E был открыт в 1959 году и первоначально назывался сектор 4. С самого начала это был единственный международный зал аэропорта, содержащий собственные иммиграционные и таможенные службы. В середине 1960-х годов он был реконструирован по аналогии с другими секторами аэропорта. В 1976 году добавлены 12 телетрапов для международных рейсов (High E), способных обрабатывать самые большие реактивные самолёты, а также зал для транзитных пассажиров международных рейсов. В то же время иммиграционные и таможенные службы сектора E были полностью перестроены и расширены. В конце 1980-х годов первоначальная часть сектора E (Low E) был перестроен в соответствии с позднее построенным сектором High E.

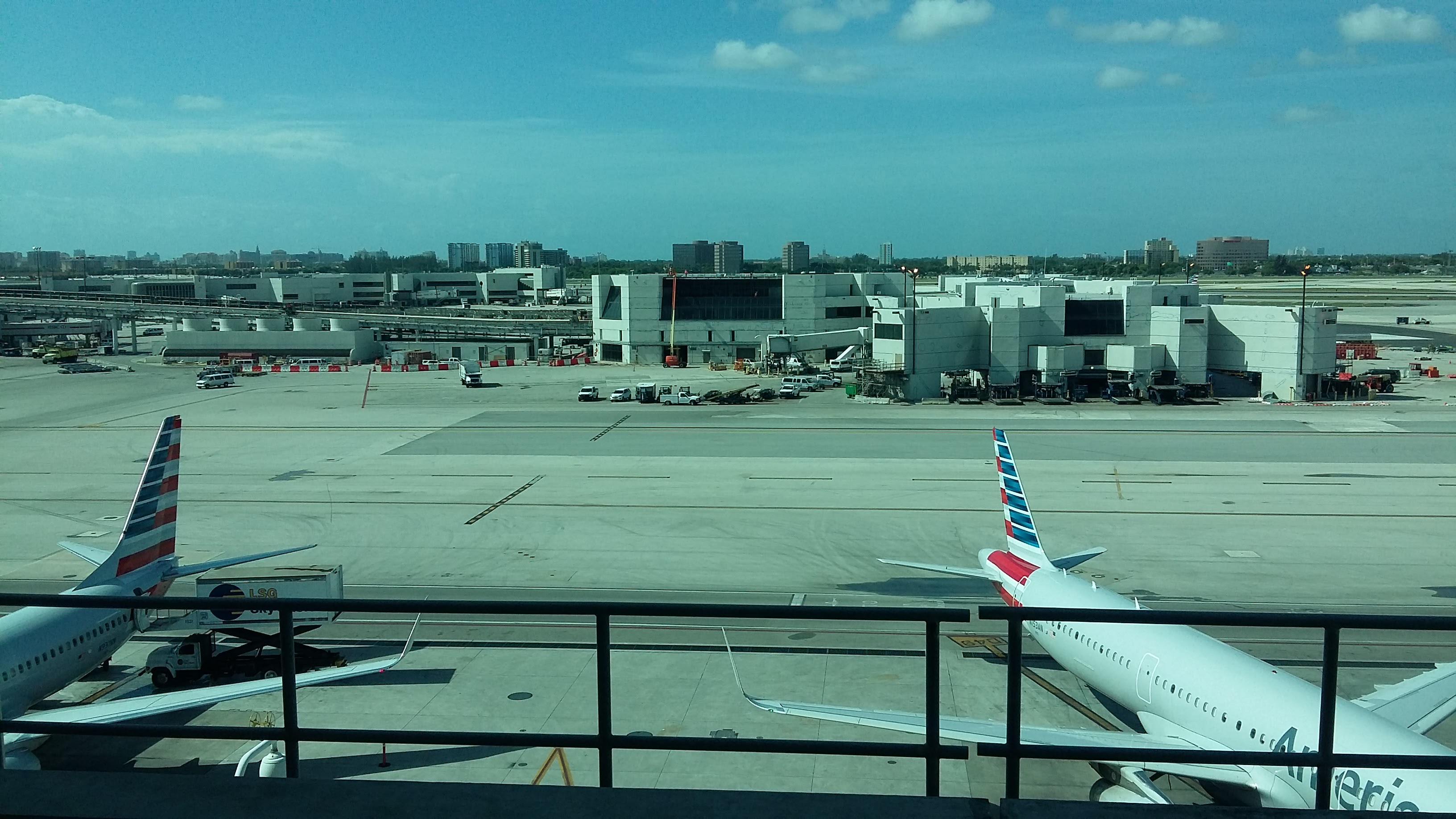
Центральный терминал, concourse E. Вид из поезда Skytrain

Обе части сектора (Low E и High E) недолго были связаны автобусами, а затем в 1980 году был запущен первый автоматический поезд Adtranz C-100, который в 2016 году был заменён на тросовый поезд MIA e Train, произведённый Leitner-Poma of America.
После соединения между собой секторов D и E в 1990-х годах, телетрап 3 был закрыт. В середине 2000-х годов контрольно-пропускные пункты с низким уровнем безопасности (Low E) и высоким уровнем безопасности (High E) были объединены в один, связывая обе части сектора E, не вынуждая пассажиров заново проходить контроль на безопасность. В то же время телетрапы E32, E34 и E35 были закрыты, чтобы освободить место для второй рулёжной дорожки между секторами D и E. Сектор E также содержал (в настоящее время закрыт) иммиграционный и таможенный залы Центрального терминала. Администрация аэропорта планирует сохранить сектор High E до 2034 года, а сектор Low E — до 2035 года.
Сектор E обслуживает рейсы авиакомпаний членов Oneworld: British Airways, Finnair, Iberia и Qatar, а также некоторые рейсы American Airlines. Сектор содержит зал премиум-класса для международных пассажиров первого и бизнес-класса, а также членов OneWorld Emerald и Sapphire elite. К октябрю 2015 года три авиакомпании Lufthansa, Air France и British Airways стали выполнять рейсы в Майами на самолёте Airbus A380.
Семиэтажный отель Miami International Hotel и многие административные офисы авиационного департамента Майами Дейд находятся в секторе E терминала. На уровне 1 расположена выдача багажа внутренних рейсов. Уровень 2 используется для регистрации на рейсы несколькими североамериканскими перевозчиками. Сектор E, наряду с сектором F, когда-то использовался авиакомпанией Pan Am и многими международными перевозчиками.

#### Сектор F (Concource F)
В секторе F 19 телетрапов: F3-F12, F14-F23 и одна автобусная остановка.
Сектор F был открыт в 1959 году и первоначально назывался сектор 3. Также как секторы D и E, сектор F был модернизирован в середине 1960-х годов и далее, был перестроен с 1986 по 1988 год. Телетрапы в конце сектора были заменены новыми: F10 — F23, все из них были способны обрабатывать международные рейсы. Залы вылетов для телетрапов F3, F5, F7 и F9 также были перестроены для возможности обслуживать международные рейсы. В настоящее время сектор сохраняет отчётливое ощущение 1980-х годов и является частью Центрального терминала. Управление аэропорта планирует сохранить сектор до 2036 года.
Южная часть сектора F использовалась Northeast Airlines до 1972 года до их слияния с Delta Air Lines. Аналогичным образом, National Airlines использовали северную часть до слияния в 1980-м году с Pan Am, которые продолжали использовать этот сектор до их ликвидации в 1991 году. Когда United Airlines приобрели латиноамериканские направления Pan Am, авиакомпания использовала сектор F до 2004 года. С 1993 до 2004 года здесь также обосновалась авиакомпания Iberia Airlines, которая использовала аэропорт Майами как пересадочный узел для пассажиров, следующих в Центральную Америку из Мадрида и обратно.
На уровне 1 сектора F расположены выдача багажа для внутренних рейсов и стойки круизных компаний. Уровень 2 вмещает стойки регистрации для европейских авиакомпаний. Сектор F примечателен тем, что контроль безопасности находится на уровне 3. Пассажиры должны подняться на контрольно-пропускной пункт, пройти контроль, а затем спуститься на второй уровень к своим рейсам.
Avianca и Latam Airlines управляют ВИП ложей в этом терминале.

#### Сектор G (Concourse G)
В секторе G 15 телетрапов: G2-G12, G14-G16, G19 и одна автобусная остановка.
Сектор G остался единственным из первоначальных секторов 1959 года, который сохранился в первоначальном виде, за исключением модификаций в середине 1960-х годов и расширении в начале 1970-х. Это единственный сектор, который не может обслуживать международные рейсы, хотя часто используется для отправления международных чартеров. Управление аэропорта планирует сохранить этот сектор до 2025 года.

### Южный терминал (Red)
Южный терминал содержит 2 сектора, H и J, в которых 28 телетрапов.
Южный терминал (сектор J) был открыт 29 августа 2007 года. Это семиэтажное здание, в котором 15 телетрапов, обслуживающие международные рейсы, площадью 120.000 м². (1,3 миллионов кв. футов) с двумя залами ожидания и несколькими офисами. Сектор H обслуживает авиакомпанию Delta Air Lines и её партнёров по альянсу SkyTeam, сектор J обслуживает авиакомпанию United Airlines и её партнёров по Star Alliance.

#### Сектор H (Concourse H)
В секторе H 13 телетрапов: H3-H12, H14, H15, H17 и одна автобусная остановка.
Сектор H был построен в 1961 году и назывался сектор 1, в котором обслуживалась Delta Air Lines. Авиакомпания использует этот сектор (сейчас сектор H) до сих пор. Третий уровень этого сектора использовался только для быстрого перемещения пассажиров к телетрапам, расположенным в конце сектора. В конце 1970-х годов был пристроен ещё один небольшой терминал-сателлит с телетрапами H2 (H2a — H2g), предназначенный для небольших региональных самолётов. Сектор был значительно модифицирован в период с 1994 по 1998 годы, чтобы соответствовать стилистике, на тот момент нового, сектора A. Были добавлены траволаторы (третий уровень), автобусная остановка, телетрапы H3-H11 были перестроены, добавлены новые рулёжные дорожки для терминала-сателлита H2. Из-за недостатка финансирования телетрапы H12-H20 остались в первоначальном состоянии.
С расширением сектора J , в 2000-х годах, терминал-сателлит H2 был снесён. В 2007 году, с открытием в Южном терминале иммиграционной и таможенной служб, третий уровень сектора H был закрыт и переделан под стерильную зону для пассажиров международных рейсов. Телетрапы H4, H6, H8, H10 были отданы под международные рейсы и в настоящее время используются авиакомпаниями Aeromexico, Air France, KLM и Swiss. Одновременно с этим, телетрапы H16, H17, H18, and H20 были закрыты для строительства второй рулёжной дорожки к новому сектору J.
Существуют планы превратить телетрапы H11 и H15 в международные, но аэропорт пока справляется с пассажиропотоком без этой модернизации. Вместо этого аэропорт фокусируется на завершении проекта в Северном терминале.
Сектор H ранее обслуживал авиакомпании Piedmont Airlines и US Airways Express. Delta Air Lines продолжает обслуживаться здесь, она использует все телетрапы на западной стороне, и, как правило, 2 на восточной стороне плюс ещё один телетрап для прибытия рейса Гаваны.

#### Сектор J (Concourse J)
В секторе J 15 телетрапов: J2-J5, J7-J12, J14-J18 и одна автобусная остановка.

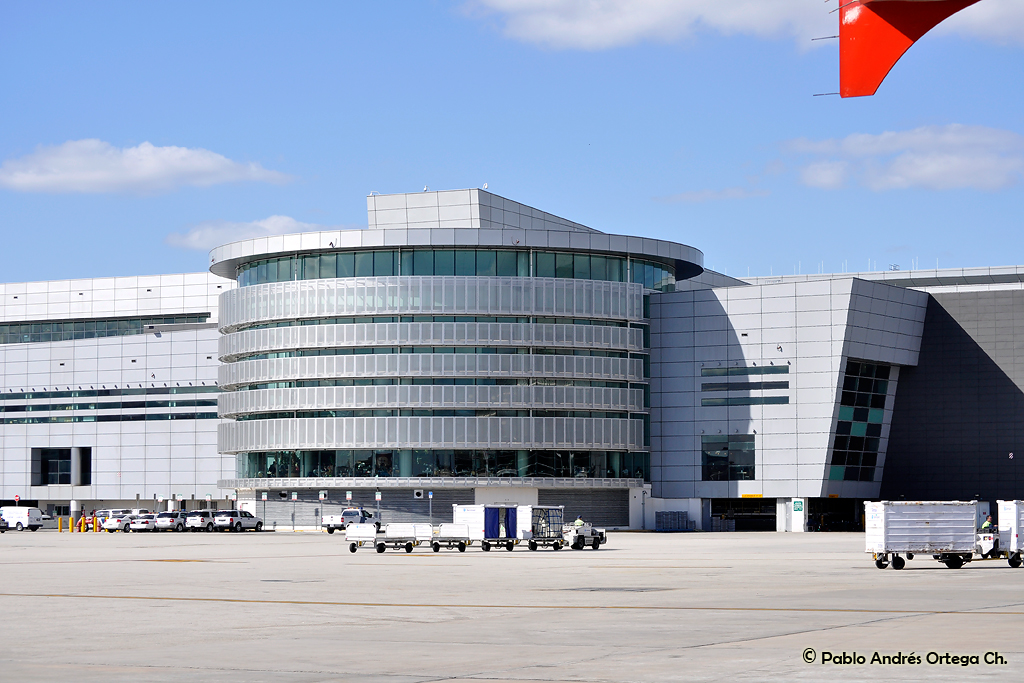
Concourse J

Сектор J — самый новый, открытый 29 августа 2007 года. Он был разработана компанией Carlos Zapata and M.G.E., одной из самых больших архитектурных фирм во Флориде. Сектор включает 15 телетрапов, способных обрабатывать международные рейсы, в том числе и единственный телетрап во всем аэропорту, с тремя телетрапами, который принимает самый большой пассажирский самолёт Airbus A380. Здесь расположен третий зал ожидания международных рейсов в дополнение к залу, расположенному в секторе B (ныне закрытом) и E, что позволило значительно уменьшить переполненность первым двух.
На начальных этапах своего развития в Южном терминале (секторы H и J) планировалось обслуживать авиакомпанию United Airlines и её партнёров по Star Alliance. В секторе H планировались обслуживаться авиакомпании-партнёры, в то время как сектор J должен был стать базой для латиноамериканского хаба United. В 2004 году, когда United закрыли свой хаб в Майами, сектор H стал служить для обслуживания Delta Air Lines и её партнёров по альянсу Skyteam, а сектор J для оставшихся рейсов United и авиакомпаний-партнёров по альянсу Oneworld. После завершения строительства Северного терминала, авиакомпании-члены Oneworld будут размещены в секторе D (Северный терминал), а участники альянса SkyTeam и Star Alliance в секторах H и J (Южный терминал).

### Бывшие секторы (concourse) аэропорта

#### Сектор A (Concourse A)
В настоящее время сектор закрыт. Там располагались 16 телетрапов: A3, A5, A7, A10, A12, A14, A16 — A26 и автобусная остановка.
Сектор A был открыт в два этапа в период с 1995 по 1998 года. Сейчас это часть Северного терминала. С 1995 по 2007 года отсюда выполнялось множество внутренних и международных рейсов American Airlines, а также европейских и латиноамериканских перевозчиков.
В рамках развития Северного терминала, 9 ноября 2007 года, сектор A был закрыт. Это было сделано для добавления автоматизированной системы перемещения людей (APM), которая в настоящее время охватывает всю длину Северного терминала. 20 июля 2010 года сектор был вновь открыт в составе расширенного сектора D.

#### Сектор B (Concourse B)
В секторе B располагались 12 телетрапов: B1, B2-B12, B15. и автобусная остановка.
Этот сектор был открыт в 1975 году для Eastern Air Lines в рамках инициативы «программа 70-х». В 1980-х годах сектор был перестроен и расширен, были запущены посты иммиграционного и таможенного контроля, что позволило принимать там международные рейсы. Наряду с сектором C и частично с сектором D там обслуживались рейсы Eastern Air Lines.
После ликвидации Eastern Air Lines в 1991 году, он использовался различными европейскими и латиноамериканскими авиакомпаниями. К 2000-м годам American Airlines стала единственным перевозчиком, использовавшим этот сектор. Сектор был закрыт в 2004 году в рамках развития Северного терминала. Пункты иммиграции и таможни оставался открытым до 2007 года, и были закрыты вместе с сектором А.

#### Сектор C (Concourse C)
Перед закрытием этого сектора там располагались 3 телетрапа: C5, C7, C9.
Сектор был открыт в 1959 году как сектор 6 для обслуживания Eastern Air Lines. В середине 1960-х годов сектор C был увеличен и оборудован кондиционерами. С тех пор там не было каких-либо серьёзных изменений интерьера или реконструкции. После перенумерации секторов и телетрапов в 1970-х годах, там располагались телетрапы C1 — C10. Открытие зала прибытия международных рейсов в секторе B в 1980-х годах позволило получить доступ к телетрапу C1 для обработки международных рейсов.
После ликвидации Eastern Air Lines в 1991 году сектор использовался различными африканскими и латиноамериканскими перевозчиками. Многие рейсы этих авиакомпаний прибывали в сектор B, а затем буксировались в сектор C для вылета. К концу десятилетия из-за строительства сортировочной станции багажа для American Airlines между секторами C и D были закрыты все телетрапы на западной стороне сектора, а вскоре и телетрап C1. Начиная с 2000-х годов сектор состоял всего из четырёх телетрапов внутренних рейсов, каждый из которых мог принять самолёты малого или среднего размера от Boeing 737 до Airbus A300, авиакомпания American Airlines была его единственным арендатором.
В рамках проекта по развитию Северного терминала, 1 сентября 2009 года сектор C был закрыт. На его месте были построены новые телетрапы.

## Авиакомпании и направления

### Грузовые
Аэропорт Майами является одним из крупнейших аэропортов в США по перевозке грузов и является основным связующим пунктом между Латинской Америкой и миром. Согласно корпоративной брошюре международного аэропорта Майами, девяносто шесть различных перевозчиков ежегодно перевозят более двух миллионов тонн грузов и обеспечивают безопасное перемещение более 40 миллионов пассажиров. В 2000 году LAN Cargo открыла крупную операционную базу в аэропорту и в настоящее время эксплуатирует там крупный грузовой комплекс. Большинство крупных пассажирских авиакомпаний, таких как American Airlines, используют аэропорт для перевозки грузов на пассажирских рейсах, хотя большинство грузов перевозится грузовыми авиакомпаниями. UPS Airlines и FedEx Express используют аэропорт Майами как узловой на своих латиноамериканских направлениях.
Неосновные грузовые авиаперевозчики аэропорта Майами:
Ameristar Jet Charter
Atlas Air
Contract Air Cargo
Estafeta Carga Aérea
Martinaire
Mountain Air Cargo
Sky Lease Cargo
Skyway Enterprises
Transcarga

## Статистика
| Город                         | Пассажиропоток | Перевозчик                 |
| ----------------------------- | -------------- | -------------------------- |
| Нью-Йорк Ла-Гуардия, Нью-Йорк | 829 000        | American, Delta, Frontier  |
| Атланта, Джорджия             | 770 000        | American, Delta, Frontier  |
| Чикаго О’Хара, Иллинойс       | 670 000        | American, Frontier, United |
| Даллас Форт-Уэст, Техас       | 603 000        | American                   |
| Нью-Йорк Кеннеди, Нью-Йорк    | 533 000        | American, Delta            |
| Лос-Анджелес, Калифорния      | 506 000        | American, Delta            |
| Вашингтон Нэшнл, Колумбия     | 431 000        | American, Delta            |
| Ньюарк, Нью-Джерси            | 416 000        | American, United           |
| Орландо, Флорида              | 398 000        | American, Delta            |
| Шарлотт, Северная Каролина    | 383 000        | American                   |

| Город                              | Пассажиропоток | Перевозчик                                       |
| ---------------------------------- | -------------- | ------------------------------------------------ |
| Лондон Хитроу, Великобритания      | 992 530        | American, British, Virgin Atlantic               |
| Буэнос-Айрес Эсейса, Аргентина     | 861 429        | Aerolíneas Argentinas, American, LATAM Argentina |
| Сан-Паулу-Гуарульюс, Бразилия      | 848 356        | American, Avianca Brasil, LATAM Brasil           |
| Мехико, Мексика                    | 762 079        | Aeroméxico, American, Interjet                   |
| Лима, Перу                         | 719 240        | American, Avianca Perú, LATAM Perú               |
| Панама-Сити, Панама                | 689 504        | American, Copa Airlines                          |
| Богота, Колумбия                   | 679 376        | American, Avianca, LATAM Colombia                |
| Канкун, Мексика                    | 601 357        | American, Interjet                               |
| Мадрид, Испания                    | 599 028        | American, Iberia, Air Europa                     |
| Каракас, Венесуэла                 | 529 896        | American                                         |
| Сантьяго, Чили                     | 513 906        | American, LATAM Chile                            |
| Торонто Пирсон, Канада             | 494 441        | Air Canada Rouge, American, WestJet              |
| Санто-Доминго, Доминиканская Респ. | 455 328        | American, PAWA                                   |
| Париж Шарль-де-Голь, Франция       | 414 406        | Air France, American, XL Airways France          |
| Нассау, Багамские острова          | 380 500        | American Eagle, Bahamasair                       |

| Год  | Пассажиропоток | Год  | Пассажиропоток |
| ---- | -------------- | ---- | -------------- |
| 2017 | 44 071 313     | 2008 | 34 063 531     |
| 2016 | 44 584 603     | 2007 | 33 740 416     |
| 2015 | 44 350 247     | 2006 | 32 533 974     |
| 2014 | 40 941 879     | 2005 | 31 008 453     |
| 2013 | 40 562 948     | 2004 | 30 165 197     |
| 2012 | 39 467 444     | 2003 | 29 595 618     |
| 2011 | 38 314 389     | 2002 | 30 060 241     |
| 2010 | 35 698 025     | 2001 | 31 668 450     |
| 2009 | 33 886 025     | 2000 | 33 621 273     |

## Наземный транспорт

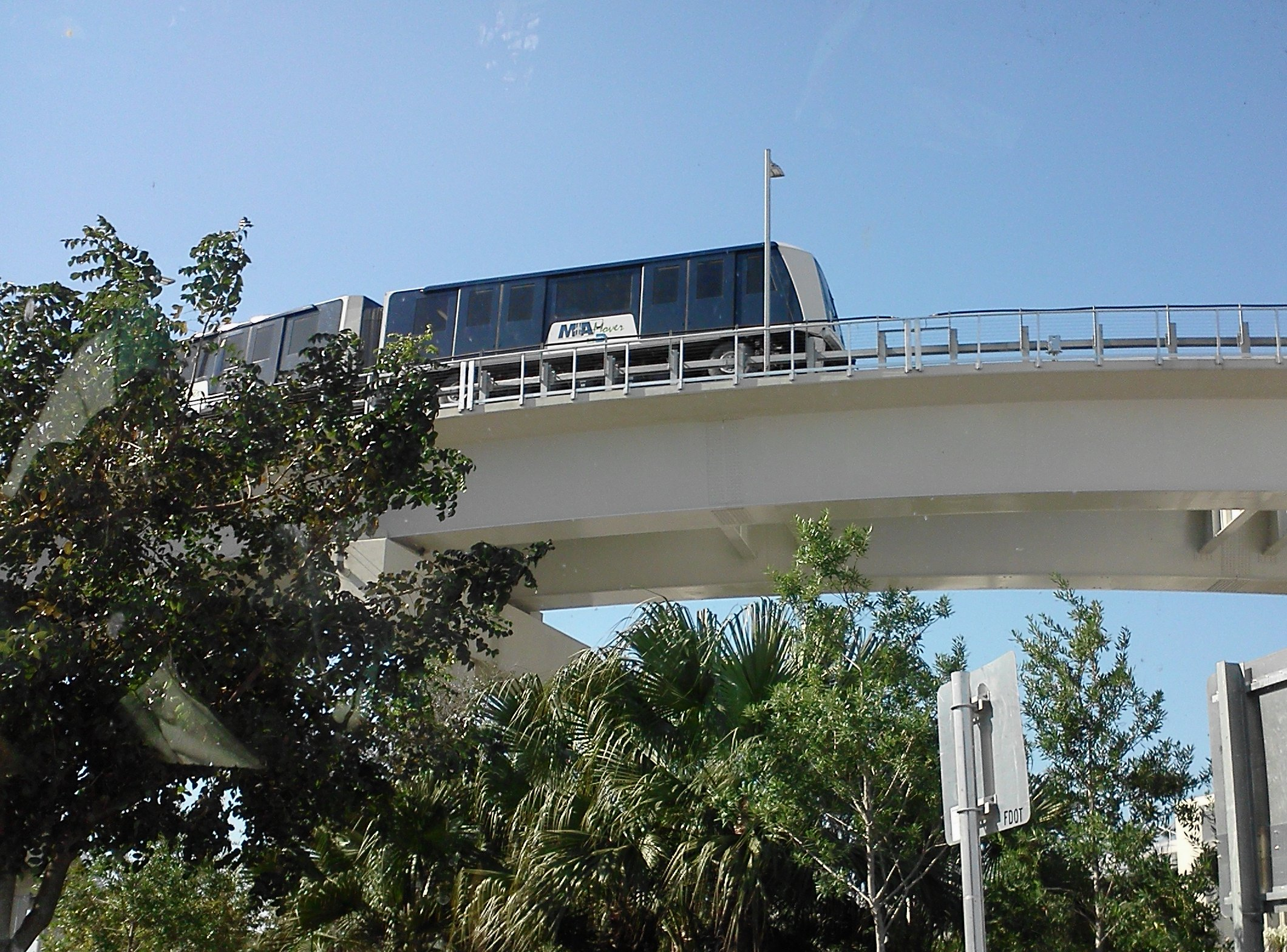
Система трансфера пассажиров MIA Mover в аэропорту Майами

Международный аэропорт Майами имеет хорошо развитую инфраструктуру общественного транспорта: станцию метрополитена Майами Metrorail, автобусную сеть Metrobus, станцию автобусных линий Greyhound и систему пригородных железнодорожных поездов Tri-Rail.
Международный аэропорт Майами использует MIA Mover, автоматическое бесплатное метро для перевозки пассажиров между терминалами аэропорта и станцией аэропорта, которое открылось 9 сентября 2011 года. К 2015 году станция также предоставляла услуги железнодорожных перевозок Tri-Rail.
28 июля 2012 года на станции аэропорта Майами была открыта оранжевая линия метро Metrorail, обеспечивающая быстрое пассажирское железнодорожное сообщение от международного аэропорта Майами до центра города и его южных точек.

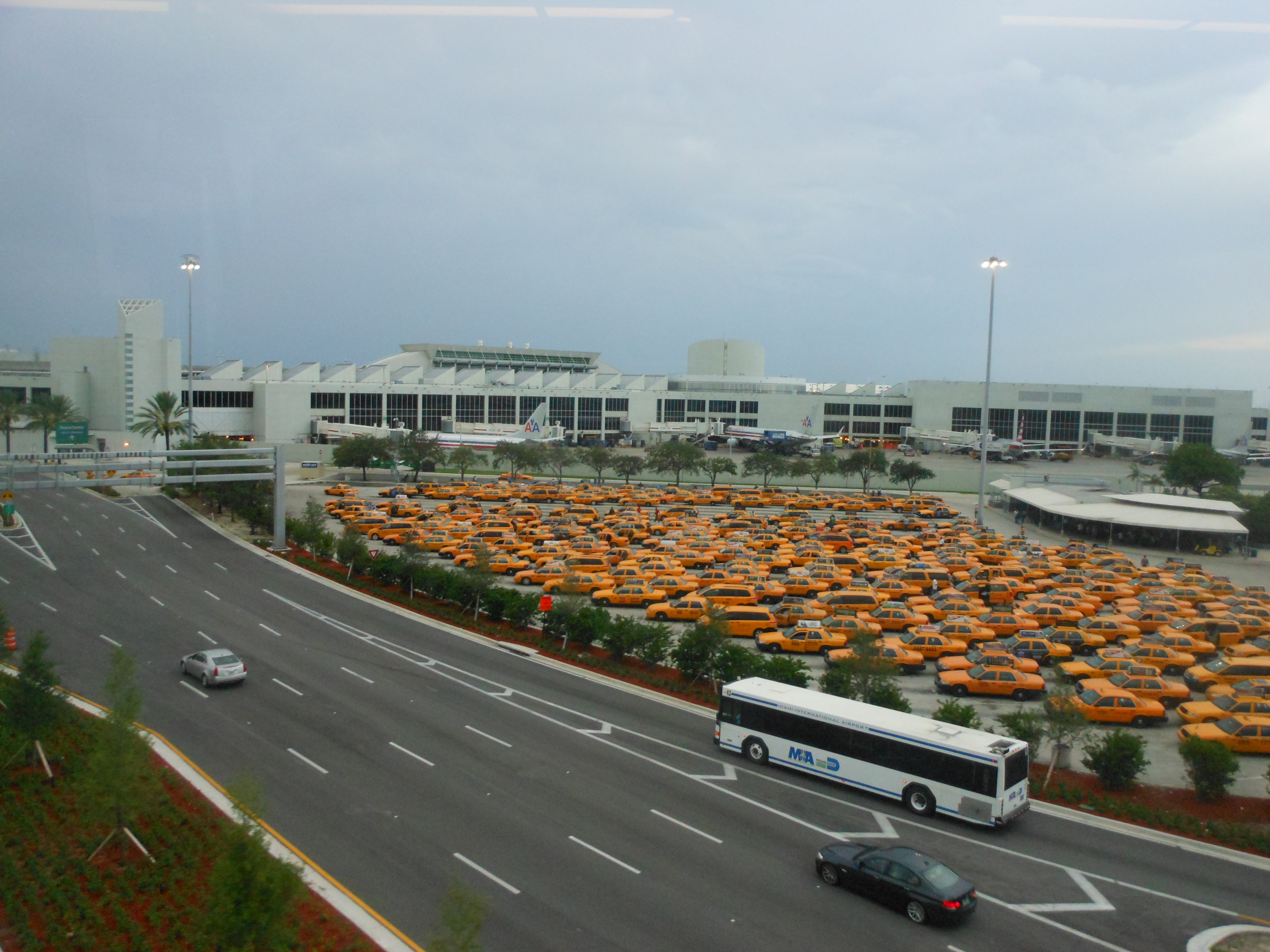
Такси в аэропорту Майами

### Метро
Метро Metrorail (оранжевая ветка) перевозит пассажиров из аэропорта в следующие пункты назначения: Downtown, Brickell, Civic Center, Coconut Grove, Coral Gables, Dadeland, Hialeah, South Miami and Wynwood. От аэропорта до центра города можно добраться примерно за 15 минут.
Автобусный маршрут Flyer соединяет аэропорт с South Beach.

### Железнодорожное сообщение
Аэропорт обслуживается пригородной железнодорожной компанией Tri-Rail, которая начала работу 5 апреля 2015 года и соединяет аэропорт с северными округами Майами-Дейд, Бровард и Палм-Бич, а также с такими городами как: Бока-Ратон, Дирфилд-Бич, Делрей-Бич, Форт-Лодердейл, Холливуд, Помпано-Бич и Уэст-Палм-Бич.
В будущем железнодорожная компания Amtrak также будет обслуживать станцию аэропорта Майами с поездами Silver Star и Silver Meteor. Они будут обеспечивать ежедневное железнодорожное сообщение с Орландо, Джексонвиллом, Вашингтоном округ Колумбия, Филадельфией, Нью-Йорком и Лос-Анджелесом. Первоначально ожидалось, что обслуживание начнётся в конце 2016 года, но из-за недостатка длины платформ в аэропорту (поезда Amtrak могут иметь более 13 вагонов), дата запуска линий была перенесена на конец 2018 года.

### Такси и шаттлы
Такси и шаттлы предоставляют свои услуги по фиксированным тарифам.

### Прокат автомобилей
Аэропорт Майами имеет новый большой центр по прокату автомобилей, расположенный в Miami Central Station, услуги в котором предлагают множество компаний.

## Инциденты
- 2 октября 1959 года самолёт авиакомпании Cubana de Aviación (рейс из Гаваны в Сантьяго-де-Куба) был захвачен тремя людьми, требующими, чтобы их доставили в Соединённые Штаты. Самолёт приземлился в международном аэропорту Майами[32].
- 12 февраля 1963 года рейс 705 авиакомпании Northwest Airlines потерпел крушение в национальном парке Эверглейдс по пути из Майами в Портленд, штат Орегон, с посадками в Чикаго О’Хара, Спокан и Сиэтл. Погибли все 43 пассажира и члены экипажа.
- 23 июня 1969 года, авиакомпания Dominicana Air Lines, самолёт DC-4, с грузом на борту, выполнявший рейс в Санто-Доминго из Майами, развернулся в аэропорт вылета из-за пожара двигателя. Самолёт рухнул на 36-ю улицу. 5 человек погибших, 7 получили ранения[33].
- 9 декабря 1972 года, авиакомпания Eastern Air Lines рейс 401 (из международного аэропорта Кеннеди, Нью-Йорк в Майами), самолёт Lockheed L-1011, потерпел крушение в национальном парке Эверглейдс. Из 176 пассажиров и членов экипажа на борту погибли 101 человек.
- 15 января 1977 года самолёт Douglas DC-3 (бортовой номер N73KW) авиакомпании Air Sunshine, выполняющий пассажирский рейс в аэропорт Ки-Уэст, Флорида потерпел крушение вскоре после взлёта. Жертв не было[34].
- 11 мая 1996 года самолёт авиакомпании ValuJet, рейс 592 в международный аэропорт Хартсфилд-Джексон, Атланта разбился в национальном парке Эверглейдс через 10 минут после взлёта из Майами, из-за пожара в грузовом отсеке. В результате погибло 110 человек.
- 7 августа 1997 года грузовой самолёт Douglas DC-8 авиакомпании Fine Air, рейс 101, упал на 72 авеню менее чем в одной миле от аэропорта. Все 4 человека на борту и 1 на земле погибли.
- 2 февраля 1998 года два самолёта Short 330—200 (бортовые номера N2630A и N2629Y) авиакомпании Skyway Enterprises были повреждены торнадо в международном аэропорту Майами. Оба самолёта были списаны. Никто не пострадал[35].
- 15 сентября 2015 года, авиакомпания Qatar Airways, рейс 778 в Доху, самолёт Boeing 777-300, экипаж ошибочно начал взлёт с рулёжной дорожки T1 и задел посадочные огни взлётно-посадочной полосы 9/27. Столкновение прошло незамеченным, 13,5 часовой полёт был выполнен успешно, но самолёт получил повреждения[36].